# Perfidie
Perfidie betekent 'ontrouw'. De term wordt gebruikt in de context van oorlog voor misleiding om de tegenstander te laten denken dat hij beschermd is volgens oorlogsrecht. Bij voorbeeld: het hijsen van de witte vlag om daarna alsnog de vijand aan te vallen.

## Verdrag van Geneve
Perfidie is in 1977 specifiek verboden in het Eerste Aanvullend Protocol bij de Conventies van Genève, in artikel 37:
Verbod van perfide handelingen
1. Het is verboden een tegenstander te doden, te verwonden of gevangen te nemen door middel van perfide handelingen. Gedragingen die het vertrouwen wekken bij een tegenstander teneinde deze te doen geloven dat hij gerechtigd is op bescherming krachtens de regels van het internationale recht toepasselijk in geval van gewapende conflicten of dat hij verplicht is zodanige bescherming te verlenen met de bedoeling dat vertrouwen te misbruiken, zijn perfide handelingen. Voorbeelden van perfide handelingen zijn:
  1. het voorwenden van het voornemen tot onderhandelen onder de parlementaire vlag of het voorwenden van overgave;
  2. het voorwenden uitgeschakeld te zijn door verwondingen of ziekte;
  3. het voorwenden van het bezit van status van burger of niet-strijder;
  4. het voorwenden van het bezit van een beschermde positie door het gebruik van tekens, kentekens of uniformen van de Verenigde Naties, van neutrale Staten of van andere Staten die geen Partij zijn bij het conflict.
2. Krijgslisten zijn niet verboden. Dergelijke listen zijn gedragingen die zijn bedoeld om een tegenstander te misleiden of hem er toe te bewegen roekeloos te handelen, maar die geen regels van het internationale recht toepasselijk in geval van gewapend conflict schenden en die niet verraderlijk zijn doordat niet wordt getracht het vertrouwen van een tegenstander te wekken met betrekking tot bescherming krachtens dat recht. Voorbeelden van krijgslisten zijn: het gebruik van camouflage, lokmiddelen, schijnoperaties en onjuiste inlichtingen.[1]